# Arroz con leche (película de 2009)
Arroz con leche es una película argentina de comedia dramática de 2009 escrita y dirigida por Jorge Polaco, quien adapta la obra homónima de Antonio Moneo. Su título está inspirado en la canción tradicional infantil, y la historia que presenta es una metáfora de vivir la vejez como una "nueva infancia". El título original del filme iba a ser Tercera Infancia.
Es la segunda película de Jorge Polaco en colaboración con Sarli, luego de La dama regresa (1996). Es el único filme que el director no pudo estrenar comercialmente estando en vida; antes de esto su controversial película Kindergarten (1989) había sido prohibida por una orden judicial antes de su estreno pero pudo ser proyectada mucho tiempo después; viéndose en salas en el marco del BAFICI en dos funciones del año 2009, además de ser proyectada en el Festival de Amiens y en el Festival Internacional de Cine de Mar del Plata.

## Sinopsis
Genaro (Jorge Ochoa) es un hombre que queda viudo y es internado por su hija (María Alejandra Figueroa) en un asilo para ancianos, mientras ambos cargan a cuestas con la imagen de la fallecida madre y esposa del dúo (Isabel Sarli), la cual afecta de manera diferente sus vidas. Genaro, contra su voluntad, se encuentra internado en un asilo regenteado por religiosas, donde conocerá a una monja con la que iniciará una relación y vivirá el amor en la tercera edad.